# Lervecksjöborre
Lervecksjöborre (Brisaster fragilis) är en sjöborreart som först beskrevs av Magnus Wilhelm von Düben och Johan Koren 1846.  Lervecksjöborre ingår i släktet Brisaster och familjen vecksjöborrar. Arten förekommer tillfälligt i Sverige, men reproducerar sig inte. Inga underarter finns listade i Catalogue of Life.